# Austrachipteria maxima
Austrachipteria maxima är en kvalsterart som först beskrevs av Hammer 1967.  Austrachipteria maxima ingår i släktet Austrachipteria och familjen Austrachipteriidae. Inga underarter finns listade.